# Tom Izzo

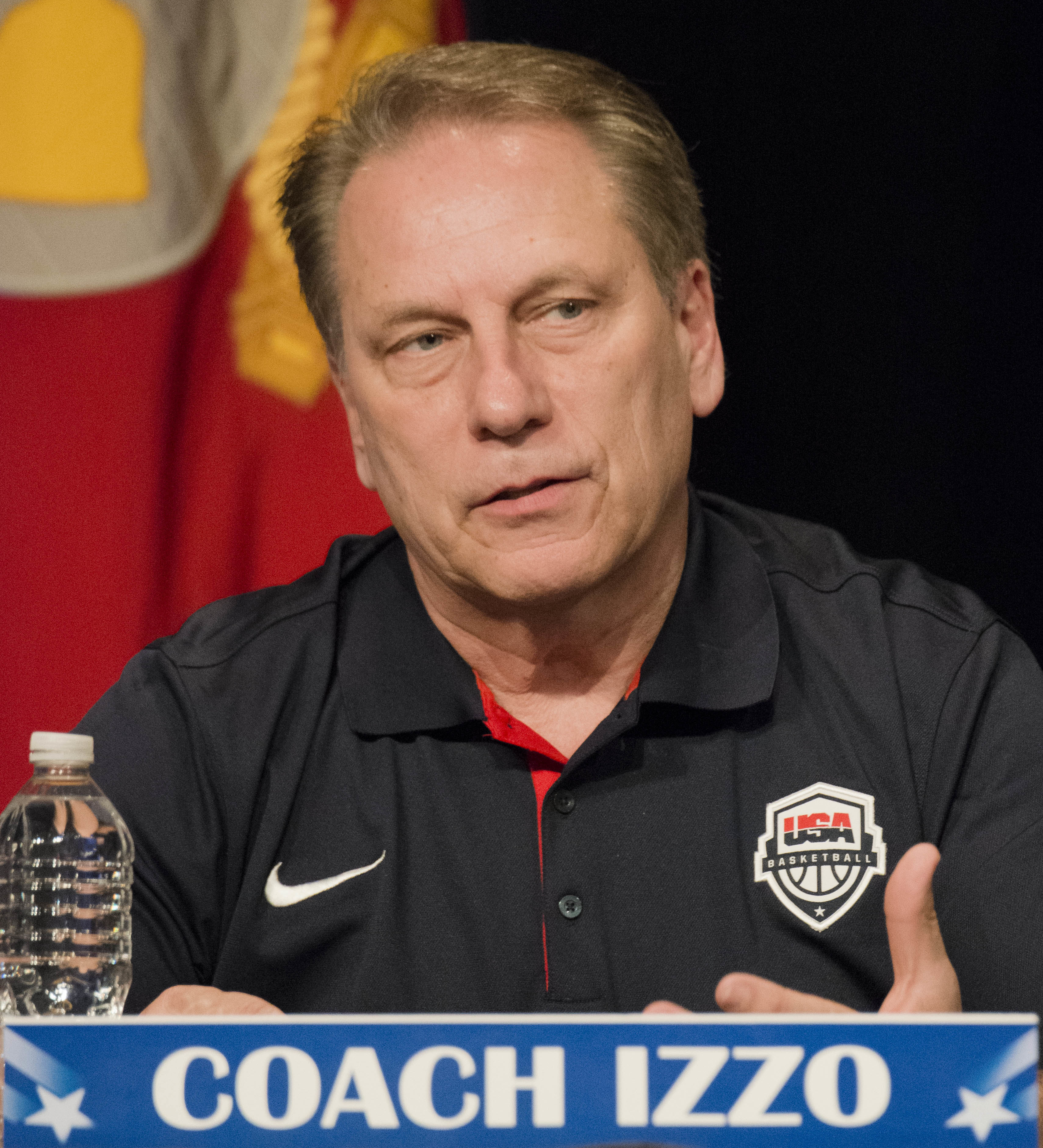
Tom Izzo (2014)

Tom Izzo (* 30. Januar 1955) ist ein US-amerikanischer Basketballtrainer.

## Leben
Izzo spielte an der Iron Mountain High School im US-Bundesstaat Michigan American Football, Baseball und Basketball. Während seiner Studentenzeit spielte er von 1973 bis 1977 in der zweiten NCAA-Division Basketball an der Northern Michigan University.
In unmittelbarer Folge seines Spielerlaufbahn und nach dem Erlangen seines Hochschulabschlusses widmete sich Izzo der Trainertätigkeit und übernahm die hauptverantwortliche Betreuung der Schülermannschaft an der Ishpeming High School. 1979 wechselte Izzo an die Northern Michigan University zurück und war dort bis 1983 als Co-Trainer tätig. 1983 trat er an der Michigan State University das Amt des Co-Trainers an. In diesem arbeitete er zunächst bis Mai 1986, wechselte in derselben Funktion an die University of Tulsa, kehrte aber bereits im folgenden Monat an die Michigan State University zurück, um dort wiederum als Assistenztrainer zu fungieren.
1995 wurde Izzo als Nachfolger des in den Ruhestand übergehenden Jud Heathcote Cheftrainer der Michigan-State-Mannschaft. Im Spieljahr 1999/2000 führte er die Hochschulmannschaft zum Gewinn des NCAA-Meistertitels, zudem gewann man bislang acht Mal den Titel in der Big Ten. Zu den namhaften Spieler, die Izzo an der Michigan State University betreute, gehören Charlie Bell, Mateen Cleaves, Paul Davis, Draymond Green, Gary Harris, Drew Neitzel, Adreian Payne, Morris Peterson, Jason Richardson, Denzel Valentine und Miles Bridges. 2016 wurde Izzo in die „Naismith Memorial Basketball Hall of Fame“ aufgenommen.
Auf internationaler Ebene betreute Izzo im Jahr 2003 die US-Auswahl bei den Panamerikanischen Spielen, als Assistenztrainer gehörte er zum Stab der amerikanischen Mannschaft, die 2001 an den Goodwill Games teilnahm.